# Liste der Ehrenbürger von Mannheim

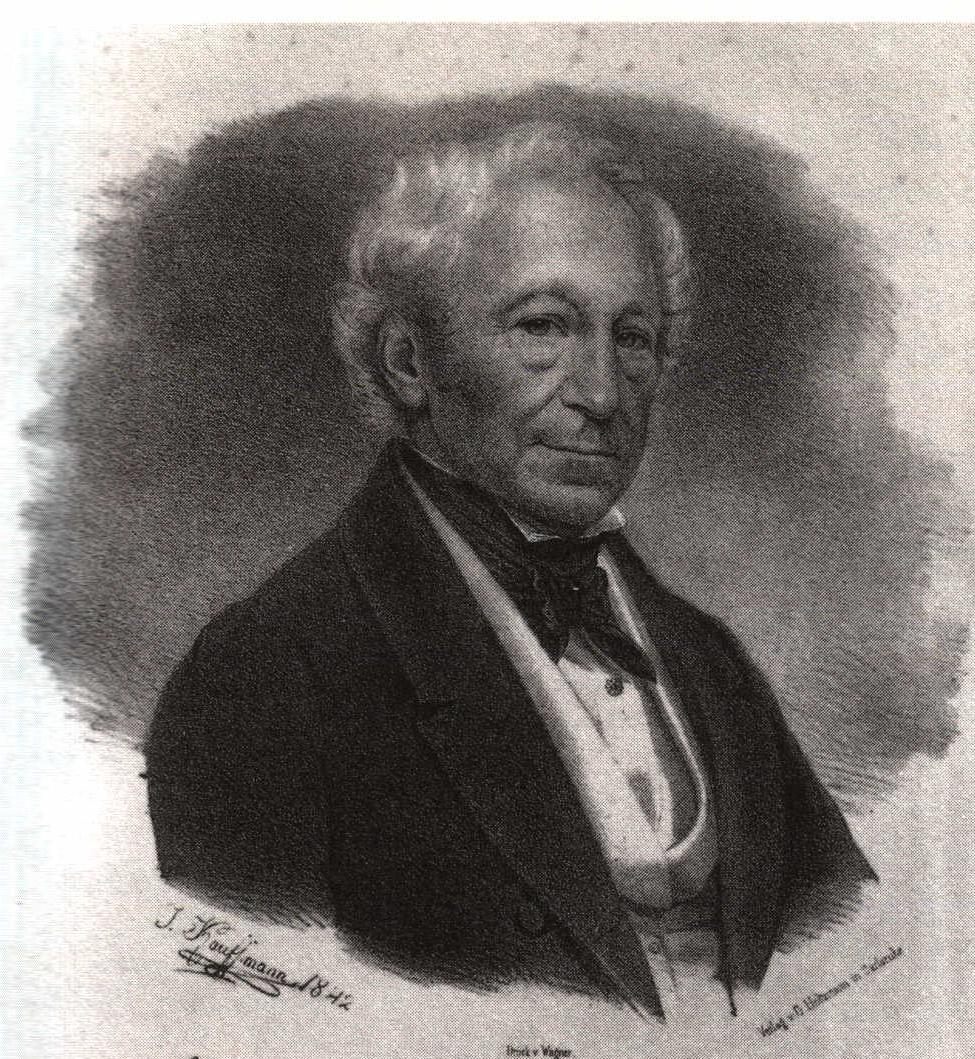
Johann Adam von Itzstein

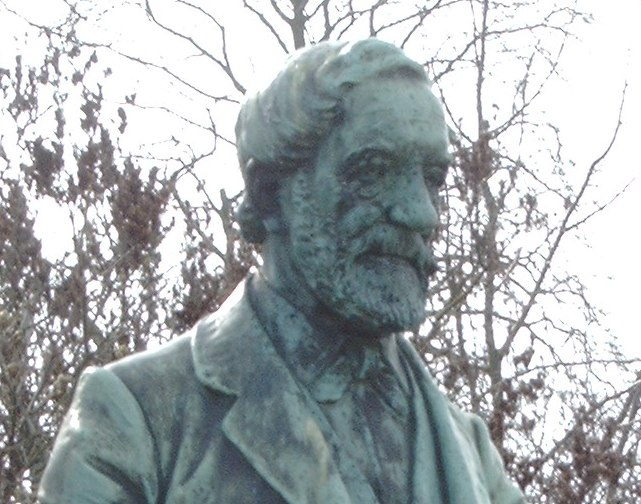
Eduard Moll

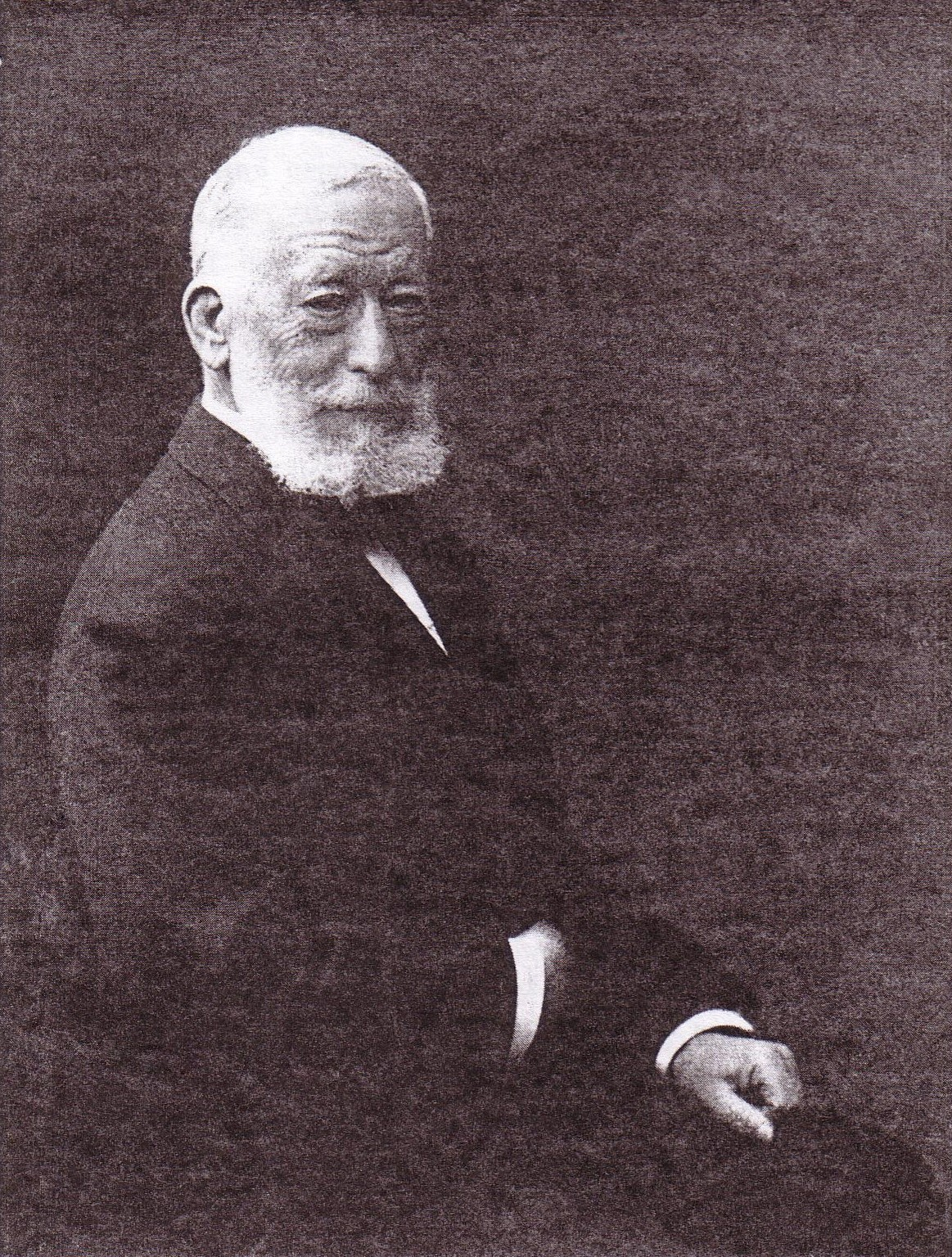
Carl Ladenburg

Wilhelm Wundt

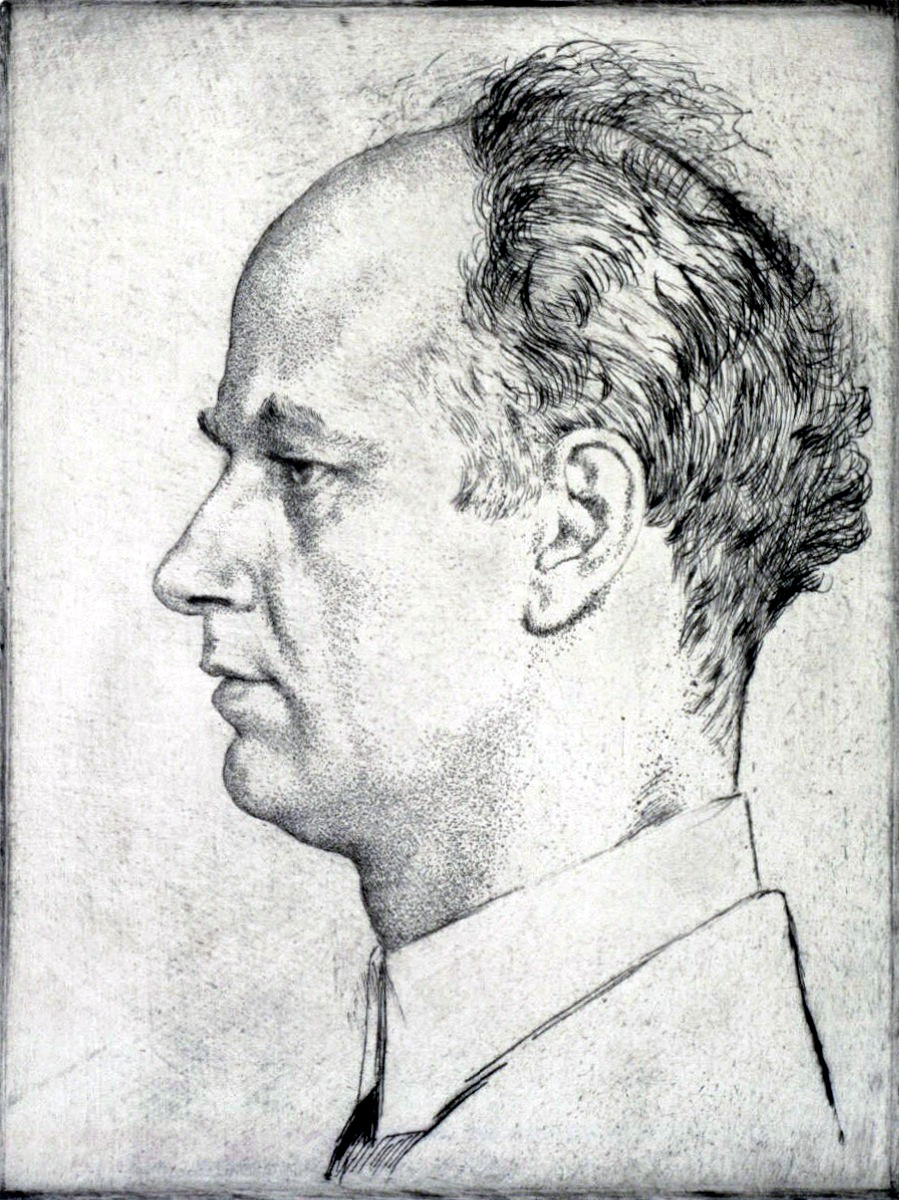
Wilhelm Furtwängler

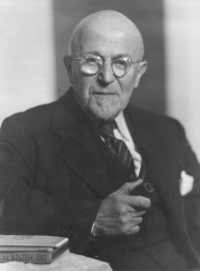
Richard Lenel

Die Stadt Mannheim hat 44 Personen seit 1820 die Ehrenbürgerwürde verliehen.
Die Jahreszahlen geben den Zeitpunkt der Verleihung wieder.
- 1820: Reinhard Freiherr von Berstett (1769–1837), badischer Staatsminister
- 1824: Philipp Freiherr von Hertling (1772–1854), Kreisrat
- 1824: Philipp Anton von Jagemann (1780–1850), Stadtdirektor
- 1827: Karl Wilhelm Ludwig Friedrich Drais von Sauerbronn (1755–1830), Präsident des badischen Oberhofgerichts
- 1830: Sigmund von Gemmingen-Hornberg zu Treschklingen (1777–1843), Kommandeur der Bürgerwehr
- 1835: Mathias Föhrenbach (1766–1841), Abgeordneter der Badischen Landstände
- 1835: Johann Adam von Itzstein (1775–1855), Abgeordneter der Badischen Landstände
- 1835: Sigmund Mohr (1783–1860), Abgeordneter der Badischen Landstände
- 1837: Karl Felix Brunner (1803–1857), Ministerialrat
- 1860: Anton von Stabel (1806–1880), badischer Justizminister
- 1862: Maximilian Joseph von Chelius (1794–1876), Chirurg und Augenheilkundler
- 1866: August Lamey (1816–1896), badischer Innenminister
- 1891: Eduard Moll (1814–1896), Oberbürgermeister
- 1895: Otto von Bismarck (1815–1898), Reichskanzler
- 1901: Carl Reiß (1843–1914), Unternehmer
- 1903: Philipp Diffené (1833–1903), Präsident der Handelskammer
- 1907: August Eisenlohr (1833–1916), badischer Innenminister
- 1907: Carl Ladenburg (1827–1909), Bankier
- 1907: Max von Seubert (1837–1914), Präsident des Altertumsvereins
- 1907: Wilhelm Wundt (1832–1920), Psychologe
- 1910: Julia Lanz (1843–1926), Unternehmerin
- 1913: Anna Reiß (1836–1915), Mäzenin
- 1929: Albert Bassermann (1867–1952), Schauspieler
- 1929: Wilhelm Furtwängler (1886–1954), Dirigent
- 1949: Joseph Bauer (1864–1951), Prälat und Stadtdekan
- 1949: Max Hachenburg (1860–1951), Jurist
- 1949: Richard Lenel (1869–1950), Präsident der Handelskammer
- 1949: Sigmund Schott (1868–1953), Statistiker
- 1949: Friedrich Walter (1870–1956), Historiker
- 1954: Fritz Marguerre (1878–1964), Ingenieur
- 1954: Franz Schnabel (1887–1966), Historiker
- 1954: Florian Waldeck (1886–1960), Jurist
- 1955: Hermann Heimerich (1885–1963), Oberbürgermeister
- 1957: Richard Böttger (1873–1957), Sozialbürgermeister
- 1957: Hans Leonhard Hammerbacher (1893–1964), Präsident der IHK
- 1964: August Kuhn (1886–1964), Leiter des Arbeitsamts
- 1964: Jakob Trumpfheller (1887–1975), Erster Bürgermeister
- 1970: Carlo Schmid (1896–1979), Bundesminister
- 1972: Hans Reschke (1904–1995), Oberbürgermeister
- 1980: Ludwig Ratzel (1915–1996), Oberbürgermeister
- 1982: Walter Krause (1912–2000), stellvertretender Ministerpräsident von Baden-Württemberg
- 1999: Heinrich Vetter (1910–2003), Unternehmer
- 2008: Gerhard Widder (* 1940), Oberbürgermeister
- 2014: Manfred Fuchs (* 1939), Unternehmer